# Серохвосты
Серохвосты, или печники-серохвосты (лат. Xenerpestes), — род воробьиных птиц из семейства печниковых. Распространены в Южной Америке. Представители рода достигают длины 11—12 см.

## Виды
В состав рода включают два вида:
| Изображение | Латинское название     | Русское название        | Распространение            |
| ----------- | ---------------------- | ----------------------- | -------------------------- |
|             | Xenerpestes minlosi    | Двуполосый серохвост    | Колумбия, Эквадор и Панама |
|             | Xenerpestes singularis | Пестроголовый серохвост | Эквадор и Перу             |